# Paraconger
Paraconger es un género de peces anguiliformes perteneciente a la familia de los cóngridos.

## Especies
Este género contiene las siguientes especies:
- Paraconger californiensis (Kanazawa, 1961)
- Paraconger caudilimbatus (Poey, 1867)
- Paraconger guianensis (Kanazawa, 1961)
- Paraconger macrops (Günther, 1870)
- Paraconger notialis (Kanazawa), 1961
- Paraconger ophichthys (Garman, 1899)
- Paraconger similis (Wade, 1946)